# Carrera Jeans (ciclismo)
La Carrera, inizialmente conosciuta come Inoxpran, è stata una squadra italiana di ciclismo su strada maschile, attiva nel professionismo fra il 1979 e il 1996. Diretta in tutte le diciotto stagioni di attività da Davide Boifava, con i suoi ciclisti la squadra vinse tre Giri d'Italia, un Tour de France e una Vuelta a España, oltre a numerose classiche e brevi corse a tappe.

## Storia

### Inoxpran

Giovanni Battaglin in maglia Inoxpran al vittorioso Giro d'Italia 1981

La squadra Inoxpran debuttò nel professionismo all'inizio della stagione 1979 grazie all'investimento dei fratelli Prandelli, proprietari a Bovezzo dell'omonima azienda di posate e pentole in acciaio. La nuova formazione venne affidata al giovane direttore sportivo Davide Boifava, ritiratosi dall'attività agonistica solo nella stagione precedente. Formata inizialmente da quindici professionisti, tra cui gli esperti Giacinto Santambrogio e Giovanni Battaglin e il giovane Bruno Leali, la squadra già nei primi anni di attività si mise in evidenza nelle principali corse mondiali, soprattutto grazie a Battaglin: il vicentino nel 1979 vinse la classifica scalatori al Tour de France e nel 1981 realizzò la doppietta Giro d'Italia - Vuelta a España. Anche Roberto Visentini, approdato in squadra nella stagione 1983, fu protagonista nella "Corsa rosa" di quegli anni, classificandosi secondo proprio al Giro d'Italia 1983.

### Carrera Jeans
Nel 1984 l'azienda di abbigliamento veronese Carrera Jeans subentrò come primo sponsor della formazione. Con la nuova maglia il velocista Guido Bontempi conquistò la Gand-Wevelgem 1984, ripetendosi poi pure nel 1986, stagione in cui vinse anche cinque tappe al Giro d'Italia e la maglia ciclamino della classifica a punti. Proprio nella "Corsa rosa" del 1986 il leader della Carrera Visentini riuscì ad aggiudicarsi la prestigiosa classifica finale davanti a campioni come Giuseppe Saronni, Francesco Moser e Greg LeMond. Sempre il 1986 fu il primo anno in squadra di Stephen Roche, già terzo al Tour de France dell'anno prima e designato capitano per la Grande Boucle. Roche non corse una grande stagione d'esordio, ma si rifece nel 1987. In primavera (dopo il successo del compagno Erich Mächler alla Milano-Sanremo) vinse il Tour de Romandie, presentandosi in forma per il Giro d'Italia 1987. Nacque così una rivalità per la classifica tra Roche e Visentini, suo compagno di squadra campione in carica e favorito per il bis. L'irlandese ebbe la meglio, vincendo il Giro e conquistando a luglio, a sorpresa, anche il Tour de France. Dopo questi due successi la Carrera non avrebbe più vinto né il Giro d'Italia né il Tour de France. Roche lasciò la squadra dopo il 1987, in cui vinse anche il titolo mondiale con la sua Irlanda (completando una tripletta riuscita prima di allora solo a Eddy Merckx), per trasferirsi in Francia alla Fagor-MBK. Tornerà trentatreenne alla Carrera per disputare le sue ultime stagioni da pro (1992 e 1993).

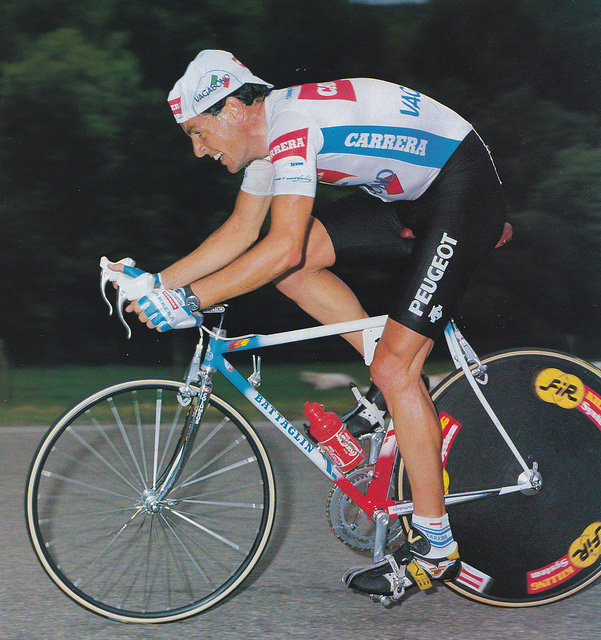
Stephen Roche in maglia Carrera-Vagabond al vittorioso Giro d'Italia 1987

Con la cessione di Roche, Claudio Chiappucci, gregario di Visentini e Roche nel 1987, cominciò ad aver maggior spazio affermandosi come capitano della squadra. Al Tour de France 1990 chiuse secondo, l'anno dopo terzo, e nel 1992 ancora secondo; nel 1991 e nel 1992 vinse inoltre, come già Battaglin nel 1979, la maglia a pois di miglior scalatore della corsa. Anche al Giro d'Italia il "Diablo" salì per tre volte consecutive sul podio (secondo nel 1991 e nel 1992, terzo nel 1993) e vinse tre volte la maglia verde della classifica scalatori (1990, 1992, 1993) e una volta quella ciclamino della classifica a punti (1991). Nel 1991 si aggiudicò anche la Milano-Sanremo e nel 1993 la Clásica San Sebastián, affermando la Carrera tra le squadre più in vista del periodo. Nel 1989 intanto Boifava, insieme al meccanico del team Luciano Bracchi, aveva fondato la Carrera Podium, azienda di biciclette che cominciò a fornire i telai alla squadra.
Nei primi anni novanta ci fu la progressiva crescita in squadra di un giovane Marco Pantani. Passato professionista nel settembre 1992 proprio con la Carrera, nella stagione 1994 il futuro "Pirata" chiuse sul podio sia al Giro d'Italia (secondo) che al Tour de France (terzo, più la maglia bianca di miglior giovane, bissata l'anno dopo). Al termine della stagione 1996, in cui Enrico Zaina aveva concluso al secondo posto il Giro d'Italia Carrera ritirò la sponsorizzazione e la squadra si sciolse. Dieci dei corridori, tra cui Pantani, si trasferirono nella nuova formazione del ds Giuseppe Martinelli, la Mercatone Uno, mentre cinque corridori, tra cui Chiappucci e Zaina, seguirono lo storico ds Davide Boifava nella nuova squadra Asics.

## Cronistoria

### Annuario
| Anno | Codice | Nome                                                           | Cat. | Biciclette | Dirigenza                                                                              |
| ---- | ------ | -------------------------------------------------------------- | ---- | ---------- | -------------------------------------------------------------------------------------- |
| 1979 | -      | Inoxpran                                                       | -    | Colnago    | Dir. sportivi: Davide Boifava                                                          |
| 1980 | -      | Inoxpran                                                       | -    | Pinarello  | Dir. sportivi: Davide Boifava                                                          |
| 1981 | -      | Inoxpran                                                       | -    | Pinarello  | Dir. sportivi: Davide Boifava                                                          |
| 1982 | -      | Inoxpran Pentole Posate                                        | -    | Battaglin  | Dir. sportivi: Davide Boifava, Sandro Quintarelli                                      |
| 1983 | -      | Inoxpran-Lumenflon                                             | -    | Battaglin  | Dir. sportivi: Davide Boifava, Sandro Quintarelli                                      |
| 1984 | -      | Carrera-Inoxpran                                               | -    | Battaglin  | Dir. sportivi: Davide Boifava, Sandro Quintarelli                                      |
| 1985 | -      | Carrera-Inoxpran                                               | -    | Battaglin  | Dir. sportivi: Davide Boifava, Sandro Quintarelli                                      |
| 1986 | -      | Carrera-Inoxpran (fino ad aprile) Carrera-Vagabond (da aprile) | -    | Battaglin  | Dir. sportivi: Davide Boifava, Sandro Quintarelli                                      |
| 1987 | -      | Carrera-Vagabond                                               | -    | Battaglin  | Dir. sportivi: Davide Boifava, Enrico Paolini, Sandro Quintarelli                      |
| 1988 | -      | Carrera-Vagabond                                               | -    | Battaglin  | Dir. sportivi: Davide Boifava, Giuseppe Martinelli, Enrico Paolini, Sandro Quintarelli |
| 1989 | -      | Carrera-Vagabond                                               | -    | Carrera    | Dir. sportivi: Davide Boifava, Giuseppe Martinelli, Sandro Quintarelli                 |
| 1990 | -      | Carrera-Vagabond                                               | -    | Carrera    | Dir. sportivi: Davide Boifava, Giuseppe Martinelli, Sandro Quintarelli                 |
| 1991 | -      | Carrera-Vagabond                                               | -    | Battaglin  | Dir. sportivi: Davide Boifava, Giuseppe Martinelli, Sandro Quintarelli                 |
| 1992 | -      | Carrera-Vagabond                                               | -    | Battaglin  | Dir. sportivi: Davide Boifava, Giuseppe Martinelli, Sandro Quintarelli                 |
| 1993 | CAR    | Carrera-Tassoni                                                | -    | Carrera    | Dir. sportivi: Davide Boifava, Giuseppe Martinelli, Sandro Quintarelli                 |
| 1994 | CAR    | Carrera-Tassoni                                                | -    | Carrera    | Dir. sportivi: Davide Boifava, Giuseppe Martinelli, Sandro Quintarelli                 |
| 1995 | CAR    | Carrera-Tassoni                                                | -    | Carrera    | Dir. sportivi: Davide Boifava, Giuseppe Martinelli, Sandro Quintarelli                 |
| 1996 | CAR    | Carrera-Longoni Sport                                          | -    | Carrera    | Dir. sportivi: Davide Boifava, Giuseppe Martinelli, Sandro Quintarelli                 |

### Classifiche UCI
| Anno | Class. | Pos. | Migliore cl. individuale |
| ---- | ------ | ---- | ------------------------ |
| 1995 | -      | 9º   | Claudio Chiappucci (6º)  |
| 1996 | -      | 15º  | Beat Zberg (42º)         |

## Palmarès

### Grandi Giri
- Giro d'Italia

Partecipazioni: 17 (1980, 1981, 1982, 1983, 1984, 1985, 1986, 1987, 1988, 1989, 1990, 1991, 1992, 1993, 1994, 1995, 1996)
Vittorie di tappa: 38
1980: 2 (Marcussen, Battaglin)
1981: 2 (Bontempi, Battaglin)
1982: 1 (Guido Bontempi)
1983: 3 (2 Bontempi, Visentini)
1984: 3 (Visentini, Leali, Bontempi)
1986: 6 (5 Bontempi, Visentini)
1987: 5 (2 Visentini, 2 Roche, Bontempi)
1988: 2 (2 Guido Bontempi)
1989: 1 (Acácio da Silva)
1991: 3 (Pulnikov, Ghirotto, Sciandri)
1992: 2 (2 Guido Bontempi)
1993: 2 (Bontempi, Chiappucci)
1994: 3 (2 Pantani, Pulnikov)
1995: 1 (Enrico Zaina)
1996: 2 (2 Enrico Zaina)
Vittorie finali: 3
1981 (Giovanni Battaglin)
1986 (Roberto Visentini)
1987 (Stephen Roche)
Altre classifiche: 6
1986: Punti (Guido Bontempi)
1989: Intergiro (Jure Pavlič)
1990: Scalatori (Claudio Chiappucci)
1991: Punti (Claudio Chiappucci)
1992: Scalatori (Claudio Chiappucci)
1993: Scalatori (Claudio Chiappucci)
- Tour de France

Partecipazioni: 15 (1979, 1982, 1984, 1985, 1986, 1987, 1988, 1989, 1990, 1991, 1992, 1993, 1994, 1995, 1996)
Vittorie di tappa: 25
1985: 1 (Jørgen Vagn Pedersen)
1986: 4 (3 Bontempi, Mächler)
1987: 2 (cronosquadre, Stephen Roche)
1988: 1 (Massimo Ghirotto)
1989: 1 (Acácio da Silva)
1990: 2 (Ghirotto, Bontempi)
1991: 3 (2 Abdoujaparov, Chiappucci)
1992: 3 (Bontempi, Chiappucci, Roche)
1993: 2 (Roscioli, Chiappucci)
1995: 2 (2 Marco Pantani)
1996: 1 (Massimo Podenzana)
Vittorie finali: 1
1987 (Stephen Roche)
Altre classifiche: 8
1979: Scalatori (Giovanni Battaglin)
1991: Punti (Abdoujaparov), Scalatori e Combattività (Chiappucci)
1992: Scalatori e Combattività (Claudio Chiappucci)
1994: Giovani (Marco Pantani)
1995: Giovani (Marco Pantani)
- Vuelta a España

Partecipazioni: 7 (1981, 1988, 1989, 1991, 1992, 1995)
Vittorie di tappa: 12
1981: 4 (2 Bontempi, Chinetti, Battaglin)
1988: 1 (Ettore Pastorelli)
1989: 1 (Massimo Ghirotto)
1991: 2 (2 Guido Bontempi)
1992: 4 (4 Djamolidine Abdoujaparov)
Vittorie finali: 1
1981 (Giovanni Battaglin)
Altre classifiche: 1
1992: Punti (Djamolidine Abdoujaparov)

### Classiche monumento
- Milano-Sanremo: 2

1987 (Erich Mächler); 1991 (Claudio Chiappucci)
- Liegi-Bastogne-Liegi: 1

1993 (Rolf Sørensen)

### Campionati nazionali
Strada
- Campionati italiani: 1

In linea: 1987 (Bruno Leali)
- Campionati svizzeri: 2

In linea: 1986 (Urs Zimmermann)
In salita: 1985 (Beat Breu)
- Campionati ucraini: 1

In linea: 1992 (Volodymyr Pulnikov)
Pista
- Campionati italiani: 3

Keirin: 1980 (Nazzareno Berto); 1981 (Guido Bontempi)
Velocità: 1985 (Ottavio Dazzan)
- Campionati olandesi: 1

Inseguimento individuale: 1980 (Roy Schuiten)

### Campionati del mondo
- Prova in linea Professionisti: 1

1987 (Stephen Roche, Irlanda)